# Red Lantern Corps
Red Lantern Corps es decir Cuerpo de Linternas Rojas  son una organización ficticia, que funciona como supervillanos, a veces antihéroes en gran parte del Universo DC, que aparecen en los cómics publicados por DC Comics. Su poder se deriva del espectro emocional relacionado con la ira.

## Historial de publicaciones
Debutaron en Green Lantern vol. 4 n.º 25 (diciembre de 2007) y fueron creados por Geoff Johns y Ethan Van Sciver. Algunas de sus características fueron inspiradas por 28 Days Later, que es una de las películas favoritas de Van Sciver.

## Historia del grupo ficticio
El Cuerpo de los Linternas Rojos se mencionan por primera vez durante la historia de Sinestro Corps War. Anticipando otro importante cruce de eventos en el Universo DC, el ex-Guardián Ganthet revela la profecía de Blackest Night a Hal Jordan, Guy Gardner, John Stewart y Kyle Rayner. La profecía describe una Guerra de la Luz entre siete Cuerpos alimentados por las luces del espectro emocional. Parte de la profecía dice: "Una fuerza de odio se levantará cuando el farolillo rojo sea ungido con sangre, la rabia del portador sin filtro y sin control".
De acuerdo con la continuidad de DC, antes de reclutar seres conscientes para el Green Lantern Corps, los Guardianes formaron un ejército robótico llamado Manhunters para mantener el orden en todo el universo. Después de eones de servicio, el renegado Guardian Krona alteró su programación central, llevándolos a creer que la única forma de mantener el orden era librar completamente al universo de toda la vida conocida. El sector 666 cae víctima de esta nueva filosofía cuando los Manhunters matan a todos menos a cinco de sus habitantes. Los cinco supervivientes se conocen como las Cinco Inversiones: una célula terrorista empeñada en la destrucción de los Guardianes del Universo. Están encarcelados en el planeta Ysmault, donde un miembro, Atrocitus, está tan consumido por su rabia que resulta en la formación de la primera batería de energía roja. Atrocitus había escapado previamente en ocasiones, solo para ser derrotado y regresado. En una de esas ocasiones, atacó fatalmente a Green Lantern Abin Sur; pero Atrocitus es devuelto al confinamiento por (entonces Linterna Verde) Sinestro. Atrocitus usa su batería de energía para golpear a Qull y las otras Inversiones hasta la muerte; sin embargo, expresa más interés en vengarse de Sinestro.
Geoff Johns describe al Red Lantern Corps como probablemente "el más violento del Cuerpo [...] basado en una reacción violenta impulsada por una erupción emocional - rabia - en lugar de cualquier plan de guerra bien definido". Describe a Atrocitus como "el más coherente y en control de los Red Lanterns", pero señala que tendrá problemas para controlar a los otros miembros más salvajes. Sinestro es su objetivo principal.
A medida que el poder de la ira consume y ahoga la inteligencia de los usuarios, el Red Lantern promedio se queda en una mentalidad apenas animal, con habilidades de habla limitadas y sin ninguna habilidad de pensamiento y comprensión abstractos, y de cualquier otra forma de voluntad, pero rabia sin fin, impulsado por el odio y un vago recuerdo de su vida pasada, se centró en las circunstancias que lo obligaron a odiar en primer lugar. Atrocitus es capaz de restaurar a sus compañeros Red Lanterns a su agudeza mental previa con su magia chamánica. El ritual, empleado solo una vez en Bleez, restauró su mentalidad anterior y su capacidad de pensamiento coherente sin atenuar su rabia. Como tal, Bleez, como Atrocitus, todavía está consumida por la rabia, pero también detesta su sufrimiento interminable.

### Ira de los Red Lanterns
En Final Crisis: Rage of the Red Lanterns, Atrocitus se muestra en un flashback que aparentemente formó una batería de energía central usando la sangre de las otras Inversiones en rituales de magia de sangre. La batería se encuentra frente a un gran lago de sangre del que forma su anillo de poder rojo (cristalizado por su ira), así como otros anillos y baterías utilizados para formar el Red Lantern Corps. Aprovechando la luz roja de la rabia, envía sus anillos al universo; sin embargo, al aceptar los anillos, los corazones de sus reclutas se vuelven inútiles. Su sangre se echa a perder desde dentro, lo que los obliga a expulsar el material violentamente inflamable y corrosivo de sus bocas. Además, los Red Lanterns se reducen a un estado casi animal, y solo Atrocitus parece tener el control total de sí mismo. Una vez que Atrocitus reúne una fuerza suficiente, los dirige en una misión para capturar a Sinestro (que está siendo transferido a Korugar para su ejecución). Casualmente, los Sinestro Corps tienen planes similares y lanzan una emboscada a la escolta de Green Lantern para rescatar a su líder. A su vez, ambos grupos son emboscados por los Red Lanterns, quienes pueden tomar cautivo a Sinestro matando a Green Lanterns y Sinestro Corps por igual. Entre los muchos Red Lanterns que ven los lectores por primera vez se encuentra una cara familiar: la ex Green Lantern Laira. Después de ser juzgada y declarada culpable por el asesinato de Amon Sur, es expulsada del Green Lantern Corps. Mientras es escoltada lejos de Oa, su nave es atacada por un anillo de poder rojo. Se adhiere a ella y le proporciona un vehículo para lograr la venganza contra Sinestro que busca.
La introducción del Red Lantern Corps completamente formado continúa en el título principal de Green Lantern, donde Atrocitus lleva a Sinestro a Ysmault y tiene la intención de usar su sangre en otro ritual. Como prometió Johns, Atrocitus ataca a Laira para evitar que ella y los otros Red Lanterns lo ataquen ellos mismos. Con la ayuda de Saint Walker y el hermano Warth del recién formado Blue Lantern Corps, Hal Jordan se dirige a Ysmault para liberar a Sinestro (debido a que Ganthet cree que tiene un papel importante que desempeñar en el inminente conflicto de Blackest Night). Separándose de sus compañeros, Jordan encuentra a Sinestro pero es capturado por Red Lantern Corps. Justo cuando Atrocitus le ordena a Laira que lo mate, el Cuerpo de Sinestro también llega a Ysmault para rescatar a su líder. Se produce el caos, pero se alivia temporalmente con la llegada de los Blue Lanterns. Los dos pueden evitar que las facciones en lucha se destruyan entre sí por un tiempo hasta que Sinestro sea liberado del confinamiento y mate a Laira mientras Jordan intenta calmar su ira. Furioso, la ira de Jordan atrae el anillo de Laira y él mismo se convierte en miembro del Red Lantern Corps. Con su anillo de poder verde ahora inactivo, Jordan ataca a los Blue Lanterns y Sinestro. Saint Walker (cuyos poderes se neutralizan sin la influencia de un anillo verde) logra poner su anillo de poder azul en el dedo de Jordan, lo que hace que el anillo rojo explote cuando se combina con el poder de su anillo verde despertado. Drenado de poder por las habilidades de Linterna Azul de Jordan, el Cuerpo de Sinestro escapa. Herido y aparentemente golpeado por ahora, Atrocitus y su propio Cuerpo también huyen. Al final del problema, se ve a Atrocitus usando un ritual de sangre para localizar el mundo natal de Blue Lantern Corps.

### Alboroto de Sciencell
En Green Lantern Corps, Vice se convierte en el primer Red Lantern en convertirse en prisionero de los Green Lanterns. Ataca a Kilowog y Salaak en el camino de regreso de la emboscada del Red Lantern, pero es detenido. Fijado con un bozal para evitar usar su plasma corrosivo como medio de escape, lo colocan en una ciencia en Oa. Ya no está bajo la lealtad de los Guardianes, Scar se quita el bozal de forma remota como parte de sus propios planes para hacer realidad la profecía de la Noche Más Negra. Libre de sus ataduras, Vice se escapa fácilmente y ataca al director científico, Voz. Para diversión de los miembros del Sinestro Corps encarcelados en sus propios cascos científicos, Vice vence y ataca brutalmente a Voz. Sin embargo, los soldados de Sinestro se horrorizan al descubrir que es igualmente probable que Vice los ataque. Cuando Vice comienza a sacrificar a los detenidos del Sinestro Corps, Scar libera sus anillos amarillos de poder del confinamiento en otra parte de Oa. A medida que los anillos encuentran a sus respectivos portadores, se producen disturbios que requieren la atención inmediata del Green Lantern Corps. Los Green Lanterns y Alpha Lanterns eventualmente contienen la revuelta en los Sciencells. Vice, aunque se le da una amplia oportunidad de escapar, se queda atrás para derramar más sangre, y posteriormente es capturado y reencarcelado.

### Blackest Night
Durante el evento de Blackest Night, se muestra a los Guardianes del Universo observando el desarrollo de la Guerra de la Luz entre los diversos Cuerpos del espectro emocional; una de las escenas que representa a los Farolillos Perdidos enfrentándose al Cuerpo de Linternas Rojas para recuperar el cuerpo de Laira de Ysmault. Mientras los siete Cuerpos luchan entre sí, un nuevo octavo grupo impulsado por la muerte se presenta al Universo DC: el Black Lantern Corps. Black Hand, líder del nuevo Cuerpo, lanza anillos de poder negro que reanimaron a los fallecidos para reclutar miembros en sus filas. Justo cuando Atrocitus entra en la lucha contra los Faroles Perdidos, los anillos negros descienden sobre Ysmault, buscando los cuerpos de Laira y las cuatro Inversiones fallecidas.
El pasaje tomado de The Book of the Black al final de Blackest Night # 3 establece que la rabia será la segunda emoción en caer en la cruzada del Black Lantern Corps contra las luces de colores. El amor se describe como el primero que se cumple en Green Lantern vol. 4 # 46, cuando los Black Lanterns devastan el planeta natal de las Star Sapphires, Zamaron. En Ysmault, las cuatro Inversiones atacan a Atrocitus y le arrancan el corazón. Sin embargo, la ira insaciable contenida dentro de su anillo le impide morir (habiendo reemplazado funcionalmente su corazón) y destruye temporalmente las Inversiones de Black Lantern. Más tarde, se ve a Atrocitus destruyendo temporalmente los Black Lanterns en busca de Larfleeze y exige que entregue la batería de energía central de Orange. Después de un breve conflicto sobre Orange Central Power Battery, los dos personajes se unen a Hal Jordan, Sinestro, Carol Ferris, Indigo-1, Saint Walker, Ganthet y Sayd. El grupo necesita que Larfleeze y Atrocitus representen sus respectivas luces de colores en el espectro emocional en un esfuerzo grupal para crear una luz blanca colectiva que destruirá al Black Lantern Corps. Atrocitus inicialmente se niega a cooperar, pero después de decidir que los Black Lanterns son tanto una creación de los Guardianes como los droides Manhunter responsables de destruir su mundo, cambia de opinión y obedece. Durante la pelea en la Tierra, Mera es incluida temporalmente en el Red Lantern Corps como 'diputado' para ayudar a mantener la línea contra los Black Lanterns, pero Wonder Woman puede usar su anillo Star Sapphire para contener la ira de Mera y concédele un grado de control, y el anillo se quita por completo cuando Aquaman resucita cuando el amor de Mera por él compromete su rabia (aunque Carol y Saint Walker deben reiniciar el corazón de Mera).
Durante el asedio de Black Lantern a la Green Central Power Battery, Kyle Rayner y Guy Gardner liberan a Vice; con la esperanza de que Red Lantern sea capaz de destruir los Black Lanterns más rápido de lo que pueden regenerarse, debilitando así una construcción negra gigante que intenta destruir la batería. Creyendo que Vice se ha escapado (en lugar de ser liberado), Alpha Lantern Chaselon lo mata. El anillo de Vice luego se adhiere a Guy Gardner, quien se ha llenado de rabia tras la muerte de Kyle Rayner. Usando sus anillos de poder verde y rojo, Guy mata a decenas de Black Lanterns. Después de que el planetario Green Lantern Mogo logra neutralizar a los Black Lanterns, Guy vuelve su ira hacia sus compañeros Green Lanterns. Mogo usa un grupo especial de anticuerpos para eliminar la mayor parte de las energías del Red Lantern del cuerpo de Guy, diciéndole que la única forma de limpiarlo por completo es bañarse a la luz de un Blue Lantern. Guy regresa temporalmente a los Red Lanterns cuando usa el anillo de Atrocitus para luchar contra el Green Lantern Corps bajo el control de Krona: el anillo verde de Guy está comprometido y razona que tiene algo de experiencia con el anillo rojo, mientras que Atrocitus ha quedado atrapado en el Book of the Black de Krona, con el anillo azul temporal de Kyle Rayner que le permite curar completamente a Guy de la influencia del anillo rojo una vez que la crisis ha terminado y Atrocitus ha sido liberado.

### The New 52 y título en solitario
En septiembre de 2011, The New 52 reinició la continuidad de DC. En esta nueva línea de tiempo, la historia de fondo de Red Lantern, a pesar de no haber sido alterada radicalmente, fue explicada y expandida en la serie epónima escrita por Peter Milligan, finalmente lanzada después del final de la historia de "Flashpoint".
Después del final de la Guerra de los Linternas Verdes, decepcionado por el hecho de que no fue él quien mató a Krona, el culpable de la Masacre de Ryut, Atrocitus, sintiendo que su ira se atenúa, se queda sin un propósito y se enfrenta a los inconvenientes de liderando un ejército de subordinados devotos y animales impulsados solo por la ira. Decide elegir a un individuo para que sea su mano derecha e igual, a quien conceder todas sus facultades mentales. Él elige a Bleez, pero pronto cree que ella pudo haberlo manipulado para hacer esto. Al mismo tiempo en la Tierra, después de ver cómo matan a golpes a su hermano, un joven inglés llamado Jack Moore se convierte en Red Lantern, posteriormente ayudando a Atrocitus cuando otros Linternas Rojas se vuelven contra él debido a que su rabia ha disminuido.
Bleez se convierte en el representante de Red Lantern en el equipo de New Guardians que consta de siete representantes de los siete Cuerpos diferentes que trabajan juntos por el interés mutuo. El grupo investiga un misterioso Orrery en el Sistema Vega, viajando de regreso a la Tierra con Kyle Rayner para recuperar su batería de energía después de que se le da de baja oficialmente del Green Lantern Corps, mientras conserva su anillo y acceso a la red Oan, con el fin de para protegerlo si los Guardianes intentaran capturarlo.
Tras la derrota del poderoso Volthoom, Hal Jordan envía a Guy Gardner a unirse a los Red Lanterns como un operativo encubierto para mantenerlos bajo control, con Guy derrotando rápidamente a Atrocitus y tomando el mando del grupo. Se revela que parte de su decisión de unirse a los Red Lanterns es sentirse como si nunca hubiera encajado como Green Lantern. Como Red Lantern, Gardner se las arregla para mantener su rabia bajo control, liderando con éxito a la mayoría de los Red Lanterns; Atrocitus lidera un grupo disidente y permite que nuevos anillos rojos provoquen que continúen los alborotos asesinos basados en la justicia. Después de unirse a los Green Lanterns para derrotar al terrorista cósmico Relic, Hal promete darles a los Red Lanterns un sector para vigilar después de que Guy rechace la oferta inicial de ser liberado de su nuevo rol en el Cuerpo. Sin embargo, este sector se convierte en el Sector 2814, donde reside la Tierra, dando la tutela de la Tierra al Red Lantern Corps.
Tanto los Red Lanterns de Gardner como los Red Lanterns de Atrocitus entran en conflicto entre sí, lo que termina cuando un Red Lantern recientemente instalado, el juez Sheko, determina que Atrocitus, su grupo disidente de Red Lantern, y ella misma son todos culpables y los destruye. Sin embargo, Atrocitus y Dex-Starr sobrevivieron, pero aparentemente son asesinados cuando Guy toma el control de todos los anillos de poder rojos recién creados por Atrocitus, despojándolos de sus anillos y quitando su soporte vital.
En Green Lantern: The Lost Army, Guy Gardner es arrojado al pre-Universo y de repente lleva un anillo de poder verde y rojo. Se las arregla para reunirse con los Green Lantern Corps que también estaban atrapados en el pre-Universo. Durante la última pelea entre el Green Lantern Corps y los diversos Lightsmiths, el Anillo de Poder Rojo de Guy se vuelve verde. En Green Lantern Corps: Edge of Oblivion, Guy vuelve a ser un Green Lantern en toda regla y ayuda a los demás a intentar escapar de la muerte inminente del pre-Universo y volver a la suya propia.

### DC: Renacimiento
Como parte de DC: Renacimiento, se revela que Atrocitus y Dex-Starr están vivos y Red Lanterns una vez más, con el primero recuperando su título como su líder, y Bleez una vez más se alía con Atrocitus. Atrocitus desea hacer surgir el Amanecer Rojo y obtener un nuevo y misterioso anillo de poder que ha sido descubierto recientemente. Atrocitus comienza a traer el Amanecer Rojo al implantar una Torre del Infierno dentro de la Tierra y convertir a los humanos en conductos de ira, esperando hasta que la Torre del Infierno esté lista para insertar una Semilla de Ira. Los Red Lanterns se dirigen a la Tierra para asegurarse de que sus planes avancen según lo programado y Bleez se dirige a lidiar con los Green Lanterns Simon Baz y Jessica Cruz. Simon Baz de alguna manera cura a Bleez, devolviéndola a su forma original. Bleez le revela el plan de Atrocitus a Simon, pero cuando Jessica interviene y ataca a Bleez, sucumbe a la ira una vez más y regresa a su apariencia de Red Lantern, decidiendo esconderse de los Green Lanterns y Atrocitus. Jessica Cruz sin darse cuenta se convierte en un conducto de ira y ataca a Simon. Simon es capaz de purificarla de una manera similar a como lo hizo con Bleez, y los dos son confrontados por Atrocitus y un grupo de Red Lanterns.

## Miembros destacados
Solo algunos de los Red Lanterns han sido identificados por su nombre en los títulos de Green Lantern. Muchos de los Red Lanterns conocidos fueron víctimas del Sinestro Corps antes de convertirse en Red Lanterns.

### Liderazgo
- Atrocitus (del Sector 666): un psicólogo en apuros del planeta Ryut que sobrevivió a la masacre ejecutada por los Manhunters en su sector con otros cuatro que se unieron a él para formar las Cinco Inversiones, una camarilla terrorista empeñada en la destrucción de los Guardianes del Universo.[5] Anteriormente era el único Red Lantern que tenía control total sobre sí mismo (a diferencia de los otros miembros salvajes del Red Lantern Corps) y también lideró el Cuerpo hasta la inducción de Guy Gardner, quien mató a Atrocitus con sus propias manos cuando le quitó el anillo de poder rojo de Atrocitus y le quitó el liderazgo. Sin embargo, si bien todos los Red Lantern creen que Atrocitus está muerto, en realidad fue salvado por Dex-Starr, quien pudo crear una construcción de corazón para reemplazar la que Atrocitus perdió (debido a que su corazón fue removido por la fuerza por sus antiguos miembros de las Cinco Inversiones, que fueron resucitados temporalmente como Black Lanterns durante los eventos de la saga Blackest Night). Prometiendo vengarse de Guy Gardner, Atrocitus luego fue al Sector 718 para buscar un anillo de reemplazo. Cuando llegó al planeta Styge Prime, encontró a la encarnación de Ira, el Carnicero, en cautiverio. Después de que él y Dex-Starr derrotaron a sus captores, Atrocitus pudo poseer al Carnicero, recuperando así sus poderes y posiblemente volviéndose más poderoso. Sin embargo, la entidad es quitada por Kyle Rayner y las otras entidades, excluyendo a Parallax, quien todavía está bajo el control de Sinestro. Atrocitus y Dex-Starr luego encuentran otro Linterna Roja salvaje, mátalo y toma su anillo. Luego captura a Rankorr y fuerza un error dentro de él para volverlo salvaje. Luego envenena la sangre de Ysmult y, usando un segundo lago en Styge Prime, crea cientos de anillos y los envía a la Tierra. Luego usa estos rojos recién formados de la tierra para luchar contra Guy Gardner, pero Gardner lo vence al demostrar que su rabia es mayor que la de Atrocitus y le quita el anillo junto con el de Dex-Starr y todos los rojos recién formados. Aunque se presume que está muerto, Gardner todavía se refiere a él como vivo. Se revela que Atrocitus está vivo y de nuevo un Red Lantern, habiendo recuperado el control del Lantern Corps que fundó. Planea traer el Amanecer Rojo en la Tierra.[39]
- Guy Gardner (del Sector 2814): Después de la presunta muerte de Kyle Rayner en Green Lantern Corps (vol 2) # 43, Guy es consumido por la ira, atrayendo el anillo de poder rojo de Vice en el siguiente número. Al igual que Hal Jordan, Guy es notable como uno de los pocos Red Lanterns capaces de crear construcciones de luz roja. De manera única, Guy también mantiene el control de su anillo de poder verde, y es capaz de usar ambos en conjunto.[25] Guy es capaz de superar la influencia del anillo rojo con la ayuda de Mogo; sin embargo, el Green Lantern planetario advierte a Guy que aún queda algo de influencia del rojo y que solo el anillo de poder de un Blue Lantern podría eliminar por completo la influencia del anillo rojo.[27] Durante el arco de la historia de la "Guerra de los Green Lantern Corps", Guy se ve obligado a quitarse su anillo de poder verde para evitar ser contaminado por la impureza amarilla.[43] Más tarde, Hal Jordan le dio la opción de otro anillo de poder para que pudieran luchar contra Krona, que eligió el anillo rojo de Atrocitus (debido a su experiencia previa con un anillo de poder rojo).[44] Luego, Kyle Rayner usa el anillo de Saint Walker para purificar a Guy de los efectos del anillo.[45] Tras la derrota de Volthoom, el Primer Linterna, Hal Jordan le encargó a Guy que se hiciera encubierto y se volviera a alistar con los Linternas Rojas como un topo, dados los problemas de ira de Gardner y el hecho de que el anillo rojo convierte a su usuario en un lunático violento. No es una solicitud pequeña, especialmente porque Gardner acababa de purgar sus efectos de su sistema.[35] Tras el conflicto con Relic, Gardner decidió quedarse con los Red Lanterns y arregló que ganaran jurisdicción sobre el Sector 2814. Bajo el liderazgo de Gardner, el Red Lantern Corps comenzó a perseguir a criminales y tiranos por todo el universo. Sin embargo, a diferencia de los Green Lanterns que entregaron su presa a las autoridades, los Red Lanterns de Gardner los ejecutaron. Después de la aniquilación de sus fuerzas por el levantamiento de Atrocitus y el conflicto con los Nuevos Dioses, Guy ya no es un Linterna Roja y es un Linterna Verde una vez más,[46] su anillo rojo luego se convirtió de nuevo en verde.[47]

### Portadores de anillos
- Bleez (del Sector 33): Una princesa del planeta Havania que fue secuestrada por Sinestro Corps durante una visita de pretendientes y luego torturada y violada mientras estaba encarcelada en Ranx the Sentient City. Sin embargo, fue debido a su voto de vengarse de quienes la secuestraron que fue rescatada del cautiverio por un anillo de poder rojo que la salvó de ser atrapada escapando durante un asalto de Green Lantern a Ranx y la deformó en un miembro de Red Lantern Corps.[3] En las primeras apariciones, se ve que solo tiene un ala esquelética, cuya pareja, sugiere Shane Davis, fue removida durante su encarcelamiento.[11][48] En Blackest Night: Tales of the Corps # 2, el poder de su anillo rojo redujo sus dos alas emplumadas a hueso; sus representaciones con un ala están reconfiguradas. En su historia de fondo actual, sus dos alas fueron mutiladas durante su tortura, por lo que el anillo las "sanaba" en su forma esquelética actual.[10] Bleez es la representante del Red Lanterns Corps en la serie Green Lantern: New Guardians antes del evento cruzado "Rise of the Third Army". Atrocitus también restauró la inteligencia de Bleez para ayudarla a mantener su control sobre los otros Red Lanterns animales.[10]
- Dex-Starr (del Sector 2814): Un gato callejero azul abandonado de la Tierra adoptado por una mujer soltera en Brooklyn que lo llama Dexter. Durante un robo, Dex-Starr arañó al ladrón antes de que mataran a su dueña y la policía lo desalojara. Sin hogar, fue agarrado por dos matones callejeros y arrojado por el puente de Brooklyn, pero la rabia que sintió llamó la atención de un anillo de poder rojo y se le ocurrió antes de que golpeara el agua. Como miembro del Red Lantern Corps, mató a los dos matones y durmió sobre sus cráneos, proclamándose a sí mismo como un "buen gatito" usando pensamientos expresados en oraciones simples. Geoff Johns lo describió en una entrevista con Wizard como "el más sádico y malicioso" de los Red Lanterns.[11] Originalmente pensado como una broma por Shane Davis, comenzó a aparecer de manera más prominente debido a la recepción positiva.[48] Dex-Starr viaja con frecuencia con Atrocitus, su búsqueda vengativa se centra en encontrar al ladrón que asesinó a su dueña.[30] Dex-Starr ganó la habilidad de crear construcciones después de beber la sangre de Rankorr, y sin el conocimiento de sus compañeros Red Lanterns, usó su nueva habilidad para salvar a Atrocitus de una muerte segura después de que el exlíder de los Red Lanterns vio su anillo de poder rojo tomado por Guy Gardner.
- Rankorr (Jack Moore) (del Sector 2814): Un niño punk de la Tierra que fue acogido junto a su hermano Ray por su abuelo después de la muerte de su madre. Desde entonces, siempre reprimió sus crecientes sentimientos de rabia por la tragedia asistiendo a la Universidad de Oxford y leyendo libros, hasta que presenció el asesinato de su abuelo durante un robo cometido por su antiguo compañero de clase Baxter y la brutal paliza de Ray a manos de la policía local, que lo sorprendió tratando de bombardear la casa de Baxter. Incapaz de reprimir más sus sentimientos y salir a rescatar a Ray, Jack, sin saberlo, permitió que un anillo de poder rojo que apareció ante él lo indujera al Red Lantern Corps, convirtiéndose en el quinto humano en llevar un anillo de poder rojo después de Hal Jordan, Mera, Guy. Gardner y Kyle Rayner (el sexto terrestre incluido Dex-Starr). Después de matar a uno de los oficiales y escapar, Jack fue tras Baxter, quien estaba siendo transportado a una casa segura por la policía en una camioneta, pero fue detenido por Guy Gardner, a quien Jack pidió ayuda después de ser rescatado de ser atropellado por un camión. Sólo demasiado tarde se pudo ayudar a Jack mientras su anillo era transportado a Ysmault para entrenar.[49] Al igual que con Hal y Guy, Jack Moore se las arregla para mantener parte de su racionalidad y es uno de los pocos capaces de crear constructos. Después de despedirse por última vez de la tumba de su abuelo, decide vengarlo a él y a su hermano matando a su asesino, el hombre al que consideró responsable al tratar de aplastarlo con la lápida de su abuelo, pero Guy Gardener se lo impidió.[50] Luego fue confrontado por Guy, haciendo que el Green Lantern Corps se enterara de su existencia, hasta que fue llamado a Ryut para unirse a Atrocitus en su lucha contra Abysmus y los Abysmorphs.[51] Se convierte en un verdadero rojo después de que finalmente mata al hombre responsable de la muerte de su abuelo. Su capacidad de creación de construcciones puede ser obtenida por otros faroles rojos si beben su sangre.
- Skallox: Un miembro leal con cabeza de cabra de un sindicato del crimen contratado para cometer actos de violencia por un hombre llamado Lancer. Lancer acusa erróneamente a Skallox de deslealtad y lo arroja a un horno, pudriendo su cabeza en lo que se parece al cráneo de una cabra. Skallox, enfurecido por lo que se convirtió, fue visitado por un anillo de poder rojo que se estrelló a través de la ventana del horno y lo convenció de que merecía un mayor respeto como miembro del Red Lantern Corps. Se le muestra entre los Red Lanterns durante Final Crisis: Rage of the Red Lanterns y luego se le nombra en Blackest Night # 0.[11] Parte de su historia original se muestra en la serie Red Lantern, después de que Atrocitus lo arrojara al océano de sangre. Skallox es asesinado por Atrocitus cuando este último le rompe el cuello.[52] Sin embargo, se muestra que está vivo y aliado con Atrocitus una vez más.[42]
- Ratchet: Un gran cerebro flotante con características de medusa que se muestra entre los Red Lanterns durante Final Crisis: Rage of the Red Lanterns y luego se nombra en Blackest Night # 0.[11] En Red Lanterns # 4 y 5, su historia de origen se revela después de que Atrocitus lo arrojara al océano de sangre en Ysmault. Primero representado como una pequeña forma de vida alienígena que no se asemeja a su apariencia actual de medusa, su cuerpo es mutilado y deformado por las fuerzas del orden de su sociedad al desafiar su regla cultural de aislamiento físico. Al encontrar un lugar con los Red Lanterns, su rabia, nacida de su aislamiento forzado, comienza a disminuir gradualmente. Antes de que pueda desvanecerse por completo, se sacrifica en la batalla.
- Zilius Zox (del Sector 3544): Se muestra por primera vez en Final Crisis: Rage of the Red Lanterns, devora a un miembro del Sinestro Corps durante el secuestro de Sinestro. Parece ser de la misma especie que el difunto Green Lantern Galius Zed.[11] En Red Lanterns, Atrocitus lo arroja al océano de sangre en un intento de restaurar su inteligencia como Bleez.[32] Zilius Zox se une a Red Lanterns de Guy Gardner y en Red Lanterns Annual # 1 es fatalmente herido por Rankorr (quien estaba poseído por Red Lantern Votun). Zilius Zox se sacrifica para estrellar su nave contra el Templo del Linterna Roja de Atrocitus y destruir el nuevo Lago de Sangre.[53] Sin embargo, se muestra que está vivo y aliado con Atrocitus una vez más.[42]
- El Juez (Juez Sheko) (del Sector 775): Alguna vez fue juez principal de su planeta natal de Primeen, un mundo en el que su política, justicia y peor aún, su nobleza estaban horriblemente empapadas de corrupción y decadencia. Los conceptos de ley y orden fueron comprados y vendidos de manera deshonrosa por aquellos lo suficientemente ricos y poderosos como para permitirse cambiarlos o anularlos. Esto molestó enormemente a Sheko durante las últimas dos décadas. Pero su ira no llegó a un punto crítico hasta que el hijo del rey engañoso al que pretendía castigar en consecuencia hizo que su propio alguacil la matara frente a una sala de audiencias. Mientras moría mientras se ahogaba en las piscinas donde se lleva a cabo la justicia, finalmente dejó que la ira que brotaba lentamente que mantenía cerca de su corazón la consumiera. Fue entonces cuando un anillo rojo de rabia la llamó y la transformó en una monstruosa personificación de esa ira. A diferencia de otras linternas recién creadas, Sheko mantuvo su mentalidad lógica, pero todavía estaba bajo una ira fría, despiadada y tranquila que la empujó a juzgar y asesinar violentamente a todos a su alrededor, comenzando con su ayudante traidora y la depravada familia real que casi la destruye. así como todos los asistentes que vieron el juicio. Después de eso, comenzó a jugar a jueza, jurado y verdugo con todos en la ciudad a la que una vez llamó hogar. Fue detenida por la secta de Linternas Rojas de Guy Gardner antes de que Atrocitous pudiera inclinarla a su lado usando la sangre de Ysmault para recuperar su racionalidad. Atrocitus intentó reclutarla en su Red Lantern Corps pero ella desea "juzgar" a ambas facciones y va a ver a los rojos de Gardener. Finalmente, durante la historia de las Atrocidades de los Red Lanterns, ella considera a Atrocitus reds culpable y a ella misma culpable y genera una explosión mental que la mata y deja inconscientes a los rojos culpables.[54]
- Veon (del Sector 435): Un extraterrestre púrpura con un ojo y uno de los primeros reclutas de Atrocitus, se lo muestra en Crisis final: Rage of the Red Lanterns y se le nombra durante el intento de Hal de rescatar a Sinestro cuando su anillo dice "Ira de Veon".[11] En Green Lantern vol. 4 # 45, Boodikka lo mata cuando los Green Lanterns recuperan el cuerpo de Laira de Ysmault.[19]
- Vice (del Sector 13): El más despiadado de los Red Lanterns, cuyo compañero fue asesinado por el sargento de instrucción del Sinestro Corps, Arkillo. Su frente y mandíbula contienen púas que usa para decapitar a sus enemigos.[11] Más tarde es capturado y enviado a las salas de ciencias en Oa, pero Scar lo libera. Comienza un motín entre los prisioneros, atacando tanto a Green Lanterns como a Sinestro.[15] Más tarde es asesinado por Alpha Lantern Chaselon durante un ataque de los Black Lanterns.[24]
- Laira (del Sector 112): Una ex Linterna Verde que es elegida por un anillo de poder rojo después de ser castigada y expulsada por matar a Amon Sur.[55] Su rabia la hace retroceder a un estado semi-salvaje donde es capaz de decir poco más que "Sinestro".[11] Hal Jordan se encuentra con ella de nuevo en Ysmault e intenta calmar su ira. Justo cuando Laira y su anillo de poder rojo pronuncian simultáneamente "Ayúdame", y es asesinada por Sinestro.[13]
- Abyssma: Identificado por primera vez por Ethan Van Sciver durante una entrevista, se muestra a Hal Jordan luchando contra este Linterna Roja durante una batalla entre el Cuerpo.[4][56]
- Antipatía: Una creación favorita de Ethan Van Sciver, se la muestra luchando contra Lantern Soranik durante la épica batalla entre el Cuerpo. Ella se distingue por ser una de las pocas Linternas Rojas que crea construcciones usando su anillo, ya que se la representa empuñando cuchillas en forma de tijera hechas de luz roja.[4][56]
- Fury-6: Primero identificado por su nombre en las imágenes promocionales contenidas dentro de Blackest Night # 0, fue visto por primera vez como participante en el secuestro de Sinestro.[11][57]
- Haggor: Primero identificado por su nombre en las imágenes promocionales contenidas dentro de Blackest Night # 0, es similar en apariencia a Abyssma.[57]
- Nite-Lik: exclusivo de los miembros del Red Lantern Corps, Nite-Lik fue diseñado específicamente para la serie de figuras de Green Lantern de Mattel por Four Horsemen Studios y recibió el nombre de Scott Neitlich de Mattel por Geoff Johns.[58][59] El empaque de la figura de Nite-Lik (que es un cuerpo que incluye cabezas intercambiables para Nite-Like y Skallox) indica que su primera aparición es en Green Lantern (Volumen 4) # 61, sin embargo, no lo hace. De hecho, hizo su debut hasta el primer número de Red Lanterns.[30][59][60]

### Antiguos miembros
- Supergirl (Kara Zor-El) (del Sector 2813): La prima biológica de Superman. En New 52, el dolor y la ira de sus experiencias pasadas atraen un anillo de poder rojo hacia ella.[61] Después de ser capturada por Green Lantern Corps, es llevada a Ysmault y al Lago de Sangre recupera su cordura donde se une al grupo Red Lantern de Guy Gardner.[62] Posteriormente, Guy la da de alta para que no tenga que morir innecesariamente en la guerra que se avecina contra Atrocitus.[63] Más tarde, para evitar ser poseída por una armadura alienígena, se quita el anillo mientras está en el centro del sol amarillo de la Tierra, pero sobrevive gracias al factor curativo de sus poderes kryptonianos como resultado de absorber tanta radiación solar amarilla.[64] Ella es la única exmiembro conocida del Red Lantern Corps que ha podido destruir su propio anillo y no necesitaba ser purificada por un Blue Lantern después.
- Hal Jordan (del Sector 2814): Un oficial de Green Lantern recibió un anillo de poder rojo durante su intento de rescatar a Sinestro de los Red Lanterns y calmar la ira de Laira, solo para que Sinestro la mate justo cuando parece estar abriéndose paso. Enfurecido, el anillo de poder rojo de Laira detecta la ira de Hal y se fuerza a sí mismo en su dedo, transformándolo temporalmente en un miembro del Red Lantern Corps.[13] Hal es capaz de superar la influencia del anillo rojo con la ayuda del Blue Lantern Corps.[14]
- James Kim (del Sector 2814): un hombre cuya hija fue cruelmente asesinada. Aunque no está en posesión de un anillo de poder rojo, como presentador de El Carnicero, no necesita uno.[60]
- Krona (del Sector 0): Durante la Guerra de los Linternas Verdes, Krona pudo tomar brevemente el control del anillo de Atrocitus y los otros seis anillos, usándolos contra el Green Lantern Corps, pero el anillo regresó a su amo después de Hal Jordan mató a Krona.[65]
- Mera (del Sector 2814): La reina del reino submarino de Atlantis. Mera es elegida como diputada Red Lantern durante la guerra contra Black Lantern Corps.[66] Cuando Aquaman es resucitado más tarde por la Entidad Blanca, el amor de Mera por él corta la conexión con su anillo. Afortunadamente, se salva de la muerte gracias a los esfuerzos combinados de Carol Ferris y Saint Walker.[67]
- El Espectro (del Sector 2814): Después de ser liberado de la posesión de un anillo de poder negro por Parallax durante el evento Blackest Night, Atrocitus intenta reclutar al Espectro para el Red Lantern Corps. Después de asumir el símbolo del Linterna Roja y la regurgitación de sangre característica, El Espectro es capaz de ignorar los efectos de la intrusión (explicando que él es la ira de Dios, no la de Atrocitus).[68]
- Kyle Rayner (del Sector 2814): Uno de los seis Linternas Verdes de la Tierra, Kyle se había convertido en un "imán" para todos los anillos del cuerpo con un anillo rojo que se le apareció reclamándolo como su portador. Desde entonces se ha revelado que Kyle debe canalizar todos los poderes del espectro emocional mientras que sin poseer un anillo rojo, puede acceder, a voluntad, a los poderes de la luz roja, volviéndolo también inquietantemente frío cuando lo hace.
- Superman-Prime (del Sector 2813): Superman-Prime se convierte temporalmente en miembro del Red Lantern Corps durante la historia de Blackest Night ya que su rabia hace que el anillo de poder negro que intenta convertirlo en Black Lantern lo convierta temporalmente en un Red Lantern.
- Lobo (del Sector 3500): durante la historia de Brightest Day, Atrocitus contrató a Lobo para atacar al líder de los Red Lanterns con el fin de ganarse la confianza de Hal Jordan, Carol Ferris y Sinestro. Como pago por sus servicios, Atrocitus recompensó a Lobo con un anillo rojo. Se desconoce si el anillo se usó alguna vez.

## Entidad
La entidad roja de la ira se llama El Carnicero y toma la forma de un toro terrestre con una estructura ósea en la frente que se asemeja al símbolo del Red Lantern, creado por el primer acto de asesinato. Al igual que con las otras entidades emocionales, el Carnicero fue atraído a la Tierra por la Entidad y es perseguido por Krona. La Entidad blanca entona para Hal, Carol y Sinestro para encontrarlos antes de que sea demasiado tarde. Según el ritual de adivinación de Atrocitus, el Carnicero se puede encontrar en el noroeste de los Estados Unidos. El Carnicero se da a la fuga mientras intenta encontrar un anfitrión. Atrocitus lo está buscando actualmente, junto con Dex-Starr y Sinestro. También se ve al Espectro buscando a la Entidad.
El Carnicero finalmente intenta poseer a un hombre llamado James Kim cuya hija fue cruelmente asesinada; sin embargo, el Espectro lo impidió, alegando que el Carnicero era demasiado caótico y demasiado peligroso para quedarse solo en la Tierra, y mientras trataba de matar a la entidad de la rabia, Atrocitus viene al rescate.
Aprovechando la oportunidad, el Carnicero finalmente posee a James Kim, incitándolo con las palabras del asesino de su hija para potenciar su rabia, lo que llevó a James a matar al asesino. Sin embargo, al matarlo, la ira de James comenzó a disminuir, lo que obligó al Carnicero a elegir otro anfitrión. Atrocitus engaña a la entidad para que se exponga, y con la ayuda del Espectro, Atrocitus logra contener a la entidad en la batería de la linterna roja cantando el juramento de Red Lantern Corps.
Más tarde, cuando Krona intenta obtener la última de las entidades, usa los poderes de Ophidian para que Atrocitus libere al Carnicero y lo reclame. Durante el asalto a Oa, Krona permite que el Carnicero y las otras entidades (excepto Parallax) tomen a uno de los seis Guardianes restantes como anfitriones. El Carnicero finalmente fue liberado del control de Krona después de que Hal Jordan derrotara y matara al Guardián rebelde. El Carnicero volvió a vagar libremente por el universo. El Carnicero pronto comenzó a sufrir una extraña enfermedad, que luego se reveló como el reservorio del espectro emocional que se agotaba. Después de que Relic acabó con el Blue Lantern Corps y drenó con fuerza la luz verde de la Batería de Energía Central de Oa y destruyó el planeta en el proceso, el Carnicero se sacrifica y pasa al Muro de la Fuente para reparar el espectro emocional.
Sin embargo, parece que desde entonces ha nacido una nueva entidad de rabia a partir del exceso de rabia que dejó en la Tierra la guerra con Atrocitus. Durante la carrera de Rebirth, Atrocitus promulga un plan para tomar la Tierra como un nuevo mundo natal para los Red Lanterns y denominó este esfuerzo como el Profético Red Dawn que sigue a los sucesos de Blackest Night y Brightest Day. Como consecuencia, una nueva Entidad de Rabia está creciendo actualmente en el centro del núcleo de la Tierra que crecerá y se alimentará de la ira de la humanidad hasta que sea lo suficientemente madura como para lograr lo que él imaginó.

## Juramento
Al igual que otros Cuerpos en el Universo DC, Atrocitus creó un juramento para que los Red Lanterns lo usaran al recargar sus anillos. Como los otros miembros de su Cuerpo rara vez son vistos como capaces de hablar, se desconoce con qué frecuencia lo usan (si es que pueden hacerlo). Sin embargo, se ha demostrado cómo Atrocitus es capaz de restaurar la inteligencia y el pensamiento abstracto, junto con la capacidad de hablar completa, a sus compañeros Red Lanterns mediante el uso de su magia chamánica, haciéndoles capaces de recitar el juramento completo. El juramento de Red Lantern Corps se recita de la siguiente manera:

With blood and rage of crimson red,
Ripped from a corpse so freshly dead,
Together with our hellish hate,
We'll burn you all--That is your fate!

Lo que traducido al español significa:

Con la sangre e ira del rojo carmesí
Rasgado de un cadáver recién muerto,
Junto con nuestro odio infernal,
¡Los quemaremos a todos!- ¡Ese es su destino!

En Linterna Verde: La Serie Animada lo recitan
de la siguiente manera:

Con ira y sangre rojo carmesí,
llenamos las almas de oscuro temor,
y las inundamos con odio y dolor...
¡Los quemaremos a todos! - ¡Ese es su destino!"

## Poderes y habilidades
Los Red Lanterns usan anillos de energía rojos, alimentados por la ira de sus usuarios y de quienes los rodean. Al igual que otros anillos de poder, el anillo cubre al usuario con un aura protectora que lo protege del daño y permite el vuelo, y puede crear construcciones de "luz dura". El anillo de poder dispara ráfagas de energía de rabia. La sangre del usuario es reemplazada por una forma de sangre corrosiva energizada por la rabia. El usuario puede regurgitar esta sangre. La sangre tiene el efecto de estallar en llamas de rabia; las llamas son tan potentes que arderán incluso en el espacio. La sangre puede derretirse a través de las construcciones de otros portadores de anillos, penetrar sus campos de fuerza personales (a veces quemándolos hasta la muerte en el proceso) y corromper sus anillos, agotando su energía a un ritmo acelerado. La "sangre" de los anillos rojos es una de las pocas sustancias conocidas que pueden destruir el cadáver de un Black Lantern más rápido de lo que pueden regenerarse. Dado que el anillo rojo se hace cargo por completo de los procesos circulatorios del usuario, la extracción del corazón de un Red Lantern solo lo incapacita temporalmente. Uno de los movimientos característicos de Red Lantern es arrojar sangre sobre el enemigo.
Un anillo de poder rojo funciona expulsando la sangre del usuario, reemplazándola con luz roja. Como resultado, quitar el anillo de un Red Lantern resultará en la muerte del usuario. Sin embargo, el anillo de un Blue Lantern puede revertir este proceso, liberando al usuario del anillo. Los poderes combinados de los anillos azul y verde pueden destruir un anillo rojo. Además, si el corazón del usuario se llena de amor, que es la emoción opuesta a la rabia en el Espectro Emocional, la rabia se ve comprometida y la conexión con el anillo se rompe, destruyendo instantáneamente el anillo. Pero todavía se necesita la luz de un Blue Lantern para curar al ex Red Lantern porque su corazón sufre un paro cardíaco por la falta de sangre. Hasta la fecha, Mera es el único Red Lantern que fue liberado de esta manera. Aunque la mayoría de los portadores de anillos rojos son poco más que bestias impulsadas por la rabia, las personas con una gran fuerza de voluntad pueden manipular la energía para crear construcciones. El anillo Red Lantern es único porque el usuario puede manipular su base de poder, la rabia. Un Red Lantern puede detectar la rabia en el corazón de los demás y, por conexión, la sangre que bombea esa rabia. Aquellos que se enfrentan a un Red Lantern que ya están en un estado de ira son aún más vulnerables al ataque de un anillo de poder rojo, ya que su ira solo alimenta el ataque y aumenta su poder destructivo.
El anillo de poder rojo también ha mostrado una serie de debilidades. Usar un anillo de poder rojo es ser superado por la luz roja de la rabia, reduciendo al usuario a actuar por puro instinto, impulsado a matar y destruir con poca razón o previsión. Supuestamente debido a que Atrocitus es el creador del cuerpo, es uno de los pocos que ha conservado su personalidad sin ahogarse en el Lago Sangriento de Ysmault. El único otro miembro que conserva su cordura es Rankorr de la Tierra. Esto se hizo a través de pura fuerza de voluntad, que puede ser la razón por la que él es el único Red Lantern capaz de crear construcciones de luz dura, aunque un Blue Lantern puede, al menos parcialmente, restaurar las funciones cognitivas de un Red Lantern mientras conserva sus habilidades de Red Lantern. Si se coloca a un portador del Red Lantern Ring en el Lago de Sangre de Ysmault, se le restaurará la inteligencia.
En el nuevo continuo, los anillos rojos se dan o se revela que tienen una serie de otros poderes debido a su origen científico / místico. A través de la asquerosa nave de Atrocitus usando una linterna llamada Rage Mother, pudo resucitar cualquier cantidad de Red Lanterns previamente asesinada a través de su sangre plasmoide. Los anillos en sí tienen propiedades únicas a las que solo pueden acceder algunos de los Linternas más coherentes. Un ejemplo es la telepatía de la rabia, donde un usuario puede fijarse en la rabia de una persona y examinar su paisaje mental para aprender lo que desea saber del individuo, así como ejecutarlo sumariamente de una manera visceral si se lo considera culpable. El único inconveniente es que si el usuario no es lo suficientemente fuerte para manejar procesos de pensamiento tan funestos, sus mentes se verán abrumadas. En aquellos cuya furia, como su mente, es particularmente poderosa, sufren transformaciones sorprendentes. Rankorr de la Tierra y Shekeo de Primeen adquirieron una apariencia que parecía manifestar físicamente su furia inherente, haciéndolos más duros y fuertes que muchos de sus hermanos salvajes, al mismo tiempo que mantenían sus funciones cognitivas de alguna manera. Otros poderes incluyen aprender diferentes habilidades de otros portadores de anillos al participar de parte de su sangre, como fue el caso de Dex-Starr, quien la usó para salvar a su manejador y maestro Atrocitus.

## Otras versiones

### The Lightsmiths
En el universo anterior al actual, los grupos lograron aprovechar la fuente de poder creada por el Espectro Emocional. En este universo, aquellos que aprovecharon la luz roja eran conocidos como los Forjadores de la Luz de la Luz Roja de la Furia y fueron los que rechazaron a Relic.

## Recepción
La recepción crítica del Red Lantern Corps ha sido mixta. Su primera aparición, durante el evento Crisis final en 2008, fue recibida con una respuesta crítica mayoritariamente positiva. Jesse Schedeen, escribiendo para IGN, comentó que "los Red Lanterns son una excelente adición a los mitos de los Lantern cada vez más concurridos". J. Montes, escribiendo para Weekly Comic Book Review, señaló que "Los Red Lanterns son viciosos y hacen que la implacabilidad de los Sinestro Corps sea casi cobarde en comparación". Asimismo, la historia del origen de la Red Lantern Bleez, como se cuenta en Blackest Night: Tales of the Corps # 2, recibió elogios generalizados, particularmente por la obra de arte de Eddie Barrows.
Su serie en solitario, lanzada en 2011 como parte de New 52, recibió inicialmente una respuesta mixta a negativa. La mayoría de los críticos elogiaron la obra de arte de Ed Benes y Miguel Sepúlveda, mientras criticaban la trama débil, la caracterización inconsistente y el ritmo desigual de la historia.

## En otros medios

### Televisión
- Los Red Lantern Corps son los principales antagonistas del primer arco de Green Lantern: The Animated Series.[85] Los miembros conocidos son Atrocitus (con la voz de Jonathan Adams), Zilius Zox (con la voz de Tom Kenny), Bleez (con la voz de Grey DeLisle), Veon (con la voz de Jason Spisak) y Skallox (con la voz de Kevin Michael Richardson). Los nuevos miembros originales de la serie incluyen a Razer (con la voz de Jason Spisak), un Red Lantern 'reformado' que trató de escapar de su pasado trabajando con Hal y Kilowog, el clérigo Loran (con la voz de Corey Burton) y Ragnar (con la voz de Will Friedle). Sin embargo, hay una serie de diferencias entre su representación en el programa y cómo aparecen en el cómic. Esta versión de Red Lantern Corps no es absurda, por ejemplo, y todos los miembros representados parecen tener el control total de sus acciones. La energía producida por sus anillos tampoco produce efectos de daño persistentes o un aumento de las tendencias violentas en sus objetivos (aunque se ha demostrado en múltiples ocasiones que es más poderosa que la energía de Green Lantern en pura potencia), y los anillos de Red Lantern se pueden eliminar sin instantáneamente matando al usuario en esta continuidad. En esta versión, la energía de Red Lantern no es necesariamente una emoción negativa, dependiendo del usuario y sus intenciones, ya que la "ira" es parte de las emociones de la vida sensible. Si bien la versión en los cómics era ciega, rabia irreflexiva, se dice que la versión de la serie de televisión de Red Lantern Energy cubre una definición amplia de "ira", que va desde "rabia" en un extremo, pero también "furia justa" en el otro. La organización Red Lantern Corps está bajo Atrocitus, sin embargo, se centra en la rabia. La membresía es voluntaria, y la organización predica un espíritu proteccionista fascista. También parece haber un culto a la personalidad.centrado en la veneración de Atrocitus como figura profeta. Se ha revelado que, si bien la membresía es voluntaria, Atrocitus en al menos una ocasión ha sumergido a un planeta entero en generaciones de guerra simplemente para producir un solo candidato de Red Lantern, manipulando toda la vida de Razer para llenarlo de odio. Hasta ahora, Zilius Zox,[86] Atrocitus,[87] Bleez,[88] Veon y Skallox han aparecido como miembros del animado Red Lantern Corps. Sus poderes se ven anulados por la proximidad de la energía de los Blue Lantern Corps, aunque la ira extrema o la "furia justa" pueden superar esa debilidad.
- Los Red Lantern Corps aparecen en el episodio de Justice League Action, "Rage of the Red Lanterns". Los miembros conocidos incluyen a Atrocitus (con la voz de Michael Dorn[89]), Zilius Zox (con la voz de Armin Shimerman[89]), Bleez (con la voz de Rachel Kimsey[90]), Skallox y Dex-Starr (con la voz de Jason J. Lewis[91]). Llegan a la Tierra para perseguir a la persona que robó tres Anillos de Linterna Roja recién forjados. Este culpable resulta ser Lobo, que organiza eventos para que los Red Lanterns luchen contra Superman, Wonder Woman, Batman y Cyborg. Cuando Lobo pone sus manos en el Guantelete de Araña durante la pelea y ataca a ambos lados, la Liga de la Justicia y el Red Lantern Corps tienen que trabajar juntos para luchar contra él. Con la ayuda de Dex-Starr, Batman pudo derrotar a Lobo y desarmarlo del Guantelete Araña. Mientras Lobo es llevado a una prisión en el borde del sistema solar, los Red Lantern Corps reclaman los anillos y regresan a su base. En el episodio "Unleashed", Dex-Starr se infiltra en la Watchtower mientras la mayoría de los héroes están fuera e intenta usar el equipo para abrir un portal para dejar entrar al resto de Red Lantern Corps. Es derrotado y capturado por Krypto el Superperro, Streaky, el Supergato y el Hombre Plástico.
- Dex-Starr aparece en el episodio de DC Super-Hero Girls, #RageCat, con la voz de Kevin Michael Richardson. Jessica Cruz intenta que el gato sea adoptado. A diferencia de la mayoría de las versiones del personaje, puede hablar, aunque solo a través del anillo Red Lantern. También se convierte en la mascota de Jessica.

### Videojuegos
- Los Red Lantern Corps aparecen como enemigos de héroes y villanos en DC Universe Online como parte del primer paquete DLC. Atrocitus y Vice están presentes en este juego. Se les ve atacando a Ferris Aircraft en Coast City. Red Lantern eventualmente se convirtió en un poder jugable para héroes y villanos en el primero de los tres nuevos paquetes de contenido descargable para DC Universe Online, titulado "War of the Light: Part I" lanzado a principios de 2014.
- Se puede ver a un Red Lantern volando en el fondo luchando contra un Green Lantern en la realidad alternativa: nivel Metrópolis en Injustice: Gods Among Us.
- Atrocitus, Bleez y Dex-Starr aparecen como personajes jugables en Lego Batman 3: Beyond Gotham con Atrocitus con la voz de Ike Amadi, Bleez con la voz de Erica Luttrell y Dex-Starr con la voz de Dee Bradley Baker.
- Los Red Lantern Corps aparecen en Injustice 2. Atrocitus es un personaje jugable con Dex-Starr como compañero a quien Atrocitus puede convocar para luchar junto a él como su poder de personaje. Durante la historia principal, Atrocitus intenta reclutar al reformado Green Lantern Hal Jordan durante el ataque de Brainiac a Atlantis. Sin embargo, Hal se niega a ceder a su rabia y logra derrotar a Atrocitus y Dex-Starr, quienes se retiran. En el final del personaje de Atrocitus, mata a Brainiac para vengar todos los mundos que había destruido; sin embargo, Atrocitus no sabía que los mundos de la colección de Brainiac también serían destruidos, evitando su restauración. Los otros Red Lanterns fueron vencidos por la rabia generada por innumerables seres en la colección de Brainiac que perecieron como resultado de la muerte de Brainiac por parte de Atrocitus. El Red Lantern Corps lo obliga a huir de Ysmault. Sin embargo, cuando están a punto de matarlo, está protegido por Prosélito, la Entidad de la compasión, ya que Atrocitus no sabía que los mundos podían salvarse. Como resultado, Atrocitus se da cuenta de que el Espectro Emocional requiere equilibrio y que su Cuerpo de Linternas Rojas debe castigar a los peores infractores, pero no debe permitir que su rabia consuma ciegamente a quienes merecen compasión. Como resultado, Atrocitus reforma el Red Lantern Corps bajo esta nueva filosofía y se da a entender que los Red Lanterns comienzan a trabajar junto con los otros Lantern Corps. Atrocitus se da cuenta de que el Espectro Emocional requiere equilibrio y que su Cuerpo de Linternas Rojas debe castigar a los peores infractores, pero no debe permitir que su rabia consuma ciegamente a quienes merecen compasión. Como resultado, Atrocitus reforma el Red Lantern Corps bajo esta nueva filosofía y se da a entender que los Red Lanterns comienzan a trabajar junto con los otros Lantern Corps.
- Atrocitus y Dex-Starr son personajes jugables en el juego Lego DC Super-Villains

### Juguetes
- Atrocitus y Bleez aparecieron en la colección de superhéroes de DC Comics.
- Red Lanterns Skallox, Dex-Starr y Nite-Lik aparecieron en la línea de juguetes Green Lantern Classics en 2011.
- Atrocitus, Mera y Dex-Starr fueron lanzados como parte de la colección Blackest Night.
- Se lanzó una figura de Red Lantern Guy Gardner como parte de la colección Green Lantern, Serie 4.
- Atrocitus es parte de DC Universe Club Infinite Earths.

### Películas de fans
Algunas películas de fans sin fines de lucro han comenzado a circular debido a la popularidad de Red Lantern.
- El juramento de Red Lantern (DC Fan Film) por ZenithFilms Media Production
- Cortometraje Red Lantern "Red-Birth" de LLPros
- Dark Superman Película completa de Jamal Johns